# Amélia Império de Hamburger
Amélia Império o Amélia Império de Hamburger (São Paulo, 12 de julio de 1932-São Paulo, 1 de abril de 2011) fue una destacada física brasileña, pionera en la investigación de la historia y epistemología de la física en Brasil.

## Formación y trayectoria académica
Amélia Império de Hamburger se graduó en Física en 1954 en la Universidad de São Paulo (USP), institución en la que trabajó durante más de cuatro décadas como profesora e investigadora.  Debido al golpe militar en Brasil, viajó a Pittsburgh, en donde residió entre 1965 y 1967. Incluso fue detenida y torturada por los militares de la dictadura.   Continuó su formación en el extranjero, completó su maestría en la Universidad de Pittsburgh en 1960 y su posdoctorado en la Universidad Carnegie Mellon en 1967. Su campo de investigación abarcó la física nuclear, la mecánica estadística, la historia de la física en Brasil y la epistemología de la ciencia.
A lo largo de su carrera, tuvo un fuerte compromiso con la enseñanza y la preservación del conocimiento científico. Fue discípula de Marcello Damy, pionero de la física experimental en Brasil, y mantuvo contacto con importantes figuras de la física moderna como Giuseppe Occhialini y David Bohm.

## Aportes científicos e institucionales
Amélia Império de Hamburger fue una pionera de la física nuclear e investigadora de la historia y la epistemología de la física y una heredera directa de la tradición académica de la física de los años 1950. En la década de 1960, Amélia Império de Hamburger tuvo un papel esencial en la fundación de la Sociedad Brasileña de Física (SBF), donde ayudó  a redactar sus estatutos y formó parte de su Junta Directiva en varias ocasiones. Su labor en la SBF reflejaba su preocupación por el fortalecimiento de las instituciones científicas y académicas en Brasil. Su trabajo en la epistemología y la historia de la física estuvo motivado por su interés en la enseñanza y la memoria científica del país. Publicó diversos artículos y dirigió tesis sobre cuestiones epistemológicas, con especial énfasis en la mecánica clásica y la termodinámica.
Sus áreas de investigación se centraron principalmente en Física Nuclear y Mecánica Estadística, siendo sus principales líneas de investigación Física Nuclear y del Estado Sólido, Historia de la Física en Brasil, Epistemología de la Física y del Aprendizaje, y Psicología del Desarrollo Humano, además de haber trabajado con política educativa y ciencia en las relaciones Brasil-Francia.
También participó en proyectos de recuperación de la historia de la física contemporánea en São Paulo. Uno de sus trabajos más destacados en este ámbito fue la organización del libro Fapesp 40 años – Abriendo Fronteras y su contribución al libro Obras Científicas de Mario Schönberg, por cuya primera parte recibió el premio Jabuti.

## Vida personal
Amélia Império de Hamburger estuvo casada con el físico Ernst Hamburger, con quien tuvo cinco hijos, entre ellos el cineasta Cao Hamburger, director de El año que mis padres se fueron de vacaciones.
Falleció el 1 de junio de 2001 en São Paulo, Brasil, a los 78 años.

## Premios y reconocimientos
Premio Jabuti.